# Caged (film 2020)
Caged è un film del 2020 diretto da Aaron Fjellman.
Pellicola statunitense con protagonisti Edi Gathegi, Melora Hardin e Angela Sarafyan, è cosceneggiata dal regista Fjellman insieme a James "Doc" Mason.

## Trama
Un ricco psichiatra afroamericano viene mandato in una prigione federale dopo essere stato giudicato colpevole dell'omicidio della moglie, e viene quindi trasferito in isolamento nell'unità abitativa di sicurezza.
Nonostante sostenga la sua innocenza, si ritrova vittima di abusi da parte dei detenuti e, isolato e in lotta per l'appello, scende lentamente verso la follia, spinto al punto di rottura da una guardia violenta e decisa a dispensare la sua forma di giustizia.
Sempre più perseguitato da demoni interiori e da allucinazioni che coinvolgono la moglie morta, inizia a mettere in dubbio la propria innocenza e sanità mentale, rendendo il periodo trascorso in isolamento un incubo senza fine.

## Produzione
Le riprese, con il titolo provvisorio di The SHU, sono iniziate nell'ottobre 2016. Le riprese principali si sono svolte presso i Remmet Studios, a Canoga Park, Los Angeles, con riprese esterne a Long Beach Shoreline Marina, Palmdale e Anaheim, California. Il montaggio audio e video della post-produzione è stato effettuato a Los Angeles e ai Pinewood Studios di Iver.

## Accoglienza
Il film è stato presentato in anteprima mondiale al Pasadena International Film Festival nel 2020 ed è stato candidato come miglior lungometraggio, con Aaron Fjellman che ha vinto il premio per la miglior regia. A causa della pandemia COVID-19, il film non è stato distribuito fino al 2021 negli Stati Uniti, in Canada, nel Regno Unito e in altri territori.
Rotten Tomatoes ha riportato un indice di gradimento del 72% basato su 18 recensioni con un voto medio di 6,1/10.